# Гваюла
Гваюла, или гуайюла, или гвайюла, или гуаюле (лат. Parthenium argentatum) — невысокий сильно ветвистый кустарник семейства Астровые, произрастающий в Северной Мексике и на юго-западе США. Это растение иногда культивируется как каучуконосное. Однако получаемый из него каучук невысокого качества, так как латекс содержит большое количество смолистых веществ.

## Использование
Гваюла используется в качестве сырья в промышленности, например, при производстве красок, бумаги, мыла или латекса. Полученный из гваюла латекс не вызывает аллергию, используется в исследованиях или при производстве медицинских материалов. растение обладает высоким энергетическим потенциалом, что делает его очень интересным для синтеза некоторых видов этанола и синтетического газа.